# جوناثان سينجر
جوناثان سينجر (بالإنجليزية: Jonathan Singer)‏ هو سياسي أمريكي، ولد في 13 سبتمبر 1979. حزبياً، نشط في الحزب الديمقراطي. وقد انتخب عضو مجلس نواب كولورادو.

## وصلات خارجية
- الموقع الرسمي